# Mijaíl Logua
Mijaíl Valérievich Logua (en ruso: Михаил Валерьевич Логуа; Sujumi, 27 de julio de 1970) es un político abjasio que se desempeñó como vicepresidente de la República de Abjasia entre 2011 y 2013. Previamente gobernó el distrito de Gulripshi entre 2006 y 2011.
El 23 de mayo de 2013, Apsnypress informó que Logua había renunciado a su membresía en el partido político Abjasia Unida.
El 25 de diciembre de 2013, anunció su renuncia como vicepresidente por razones de salud.